# Élections municipales de 2014 à Montpellier
Les élections municipales ont lieu les 23 et 30 mars 2014 à Montpellier.

## Mode de scrutin
Le mode de scrutin à Montpellier est celui des villes de plus de 1 000 habitants : la liste arrivée en tête obtient la moitié des 65 sièges du conseil municipal. Le reste est réparti à la proportionnelle entre toutes les listes ayant obtenu au moins 5 % des suffrages exprimés. Un deuxième tour est organisé si aucune liste n'atteint la majorité absolue et au moins 25 % des inscrits au premier tour. Seules les listes ayant obtenu aux moins 10 % des suffrages exprimés peuvent s'y présenter. Les listes ayant obtenu au moins 5 % des suffrages exprimés peuvent fusionner avec une liste présente au second tour.

## Candidats
- Thomas Balenhgein : NPA
- Muriel Ressiguier : FG
- Jean-Pierre Moure : PS-EELV-PRG
- Philippe Saurel : DVG (PS diss.)
- Joseph Francis : DVC (UDI diss.)
- Jacques Domergue : UMP-UDI-MoDem-DLR
- France Jamet : FN
- Georges Piccolo : SE

## Résultats
- Maire sortant : Hélène Mandroux (PS)
- 65 sièges à pourvoir (population légale 2011 : 264 538 habitants)

|                                                                                  |                   |                   |              |              |             |             |        |  |  |
| Tête de liste                                                                    | Tête de liste     | Liste             | Premier tour | Premier tour | Second tour | Second tour | Sièges |  |  |
| Tête de liste                                                                    | Tête de liste     | Liste             | Voix         | %            | Voix        | %           | Sièges |  |  |
|                                                                                  | Jean-Pierre Moure | PS-EELV-PRG-MRC   | 18 550       | 25,27        | 21 841      | 27,39       | 9      |  |  |
| Montpellier ! avec Jean-Pierre Moure                                             |                   |                   | 18 550       | 25,27        | 21 841      | 27,39       | 9      |  |  |
|                                                                                  | Philippe Saurel   | DVG (PS diss.)    | 16 836       | 22,94        | 29 928      | 37,54       | 45     |  |  |
| Montpellier c'est vous                                                           |                   |                   | 16 836       | 22,94        | 29 928      | 37,54       | 45     |  |  |
|                                                                                  | Jacques Domergue  | UMP-UDI-MoDem-DLR | 16 675       | 22,72        | 20 631      | 25,87       | 8      |  |  |
| Ici c'est Montpellier                                                            |                   |                   | 16 675       | 22,72        | 20 631      | 25,87       | 8      |  |  |
|                                                                                  | France Jamet      | FN                | 10 135       | 13,81        | 7 319       | 9,18        | 3      |  |  |
| Montpellier fait front                                                           |                   |                   | 10 135       | 13,81        | 7 319       | 9,18        | 3      |  |  |
|                                                                                  | Muriel Ressiguier | FG                | 5 552        | 7,56         |             |             |        |  |  |
| La gauche. La vraie pour Montpellier                                             |                   |                   | 5 552        | 7,56         |             |             |        |  |  |
|                                                                                  | Joseph Francis    | DVC (UDI diss.)   | 3 321        | 4,52         |             |             |        |  |  |
| Udi-Écologie citoyenne                                                           |                   |                   | 3 321        | 4,52         |             |             |        |  |  |
|                                                                                  | Thomas Balenghien | NPA-FASE-PG diss. | 1 503        | 2,05         |             |             |        |  |  |
| Montpellier sociale. Écologiste et solidaire                                     |                   |                   | 1 503        | 2,05         |             |             |        |  |  |
|                                                                                  | Maurice Chaynes   | LO                | 651          | 0,89         |             |             |        |  |  |
| Lutte ouvrière faire entendre le camp des travailleurs                           |                   |                   | 651          | 0,89         |             |             |        |  |  |
|                                                                                  | Annie Salsé       | POI               | 179          | 0,24         |             |             |        |  |  |
| Défense de la sécu de 45 ! Non au pacte de responsabilité ! Non à la métropole ! |                   |                   | 179          | 0,24         |             |             |        |  |  |
|                                                                                  |                   |                   |              |              |             |             |        |  |  |
| Inscrits                                                                         | Inscrits          | Inscrits          | 145 590      | 100,00       | 145 591     | 100,00      |        |  |  |
| Abstentions                                                                      | Abstentions       | Abstentions       | 69 686       | 47,86        | 63 220      | 43,42       |        |  |  |
| Votants                                                                          | Votants           | Votants           | 75 904       | 52,14        | 82 371      | 56,58       |        |  |  |
| Blancs et nuls                                                                   | Blancs et nuls    | Blancs et nuls    | 2 502        | 3,30         | 2 652       | 3,22        |        |  |  |
| Exprimés                                                                         | Exprimés          | Exprimés          | 73 402       | 96,70        | 79 719      | 96,78       |        |  |  |